# أسبلاط أجرد
أسبلاط أجرد (الاسم العلمي:Aspalathus glabrata) هو نوع من النباتات يتبع جنس الأسبلاط من الفصيلة البقولية.